# قلة الجمع

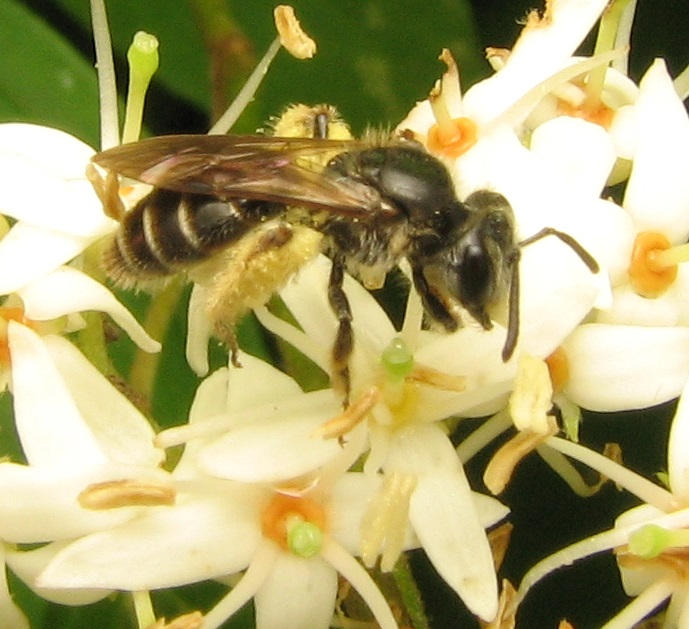
قرانيا أندرينا، أندرينا (Andrena) جنيس غوناندرينا، قليلة الجمع على قرانيا.

يستخدم مصطلح قلة الجمع (بالإنجليزية: oligolecty)‏ (من اليونانية ὀλίγος «قليل» و λέγειν «يجمع») في بيئة التلقيح للإشارة إلى النحل الذي يظهر تفضيلًا ضيقًا ومتخصصًا لمصادر حبوب اللقاح، عادةً إلى جنس واحد من النباتات المزهرة. قد يمتد التفضيل من حين لآخر إلى أجناس متعددة داخل عائلة نباتية واحدة، أو يكون ضيقًا مثل أنواع نباتية واحدة. المصطلح المعاكس متعدد الألوان، ويشير إلى الأنواع التي تجمع حبوب اللقاح من مجموعة واسعة من الأنواع. أفضل مثال هو نحل العسل المنزلي.
غالبًا ما تسمى هذه الملقحات قليلة الجمع أو ببساطة الملقحات المتخصصة، وهذا السلوك شائع بشكل خاص في فصائل النحل أندرينيدا (Andrenidae) وهاليكاليد (Halictidae)، وكذلك جنس بلوتهيكس (Ptilothrix) .أشارت الملاحظات إلى أن النوع بورتاليس ماكروتيرا (Macrotera portalis) والذي يندرج تحت فصيلة أندرينيدا قليل الجمع. بورتاليس ماكروتيرا عبارة عن نحل تعشيش جماعي أرضي حيث وجد أنه يقوم بتلقيح بعض الزهور من نفس النوع بشكل تفضيلي. أندرينا الرشيقة (Andrena agilissima) هي نحلة أخرى قليلة الجمع تفضل أنواعًا مختلفة من الخردل البري ونباتات الفجل. جرت محاولات لتحديد ما إذا كان تفضيل المضيف الضيق هذا يرجع إلى عدم قدرة يرقات النحل على هضم وتطوير مجموعة متنوعة من أنواع حبوب اللقاح، أو قيود على تعلم وإدراك النحلة البالغة (أي أنها ببساطة لا تتعرف على زهور أخرى غير التي تجمع منها كمصادر غذائية محتملة)، ومعظم الأدلة المتاحة تشير إلى الرأي الأخير. ومع ذلك، يزور النحل قليل الجمع بعض النباتات حيث حبوب اللقاح تحتوي على مواد سامة (على سبيل المثال، أوسكورديون السام والأنواع ذات الصلة في ميلانثيا (Melanthieae))، وقد تقع هذه في الفئة السابقة.
هناك بعض الحالات التي تجمع فيها قليلات الجمع حبوب لقاح النبات المضيف كطعام اليرقات، ولكن لأسباب مختلفة نادرة لا تقوم بتلقيح الأزهار في الواقع. من الأمثلة المدروسة جيدًا العلاقة بين زهرة الباشون الصفراء (Passiflora lutea) ونحلة زهرة الباشون (Anthemurgus passiflorae) في تكساس.